# Gynoplistia (Gynoplistia) hyalinata
Gynoplistia (Gynoplistia) hyalinata is een tweevleugelige uit de familie steltmuggen (Limoniidae). De soort komt voor in het Australaziatisch gebied.